# Albert G. Schmedeman

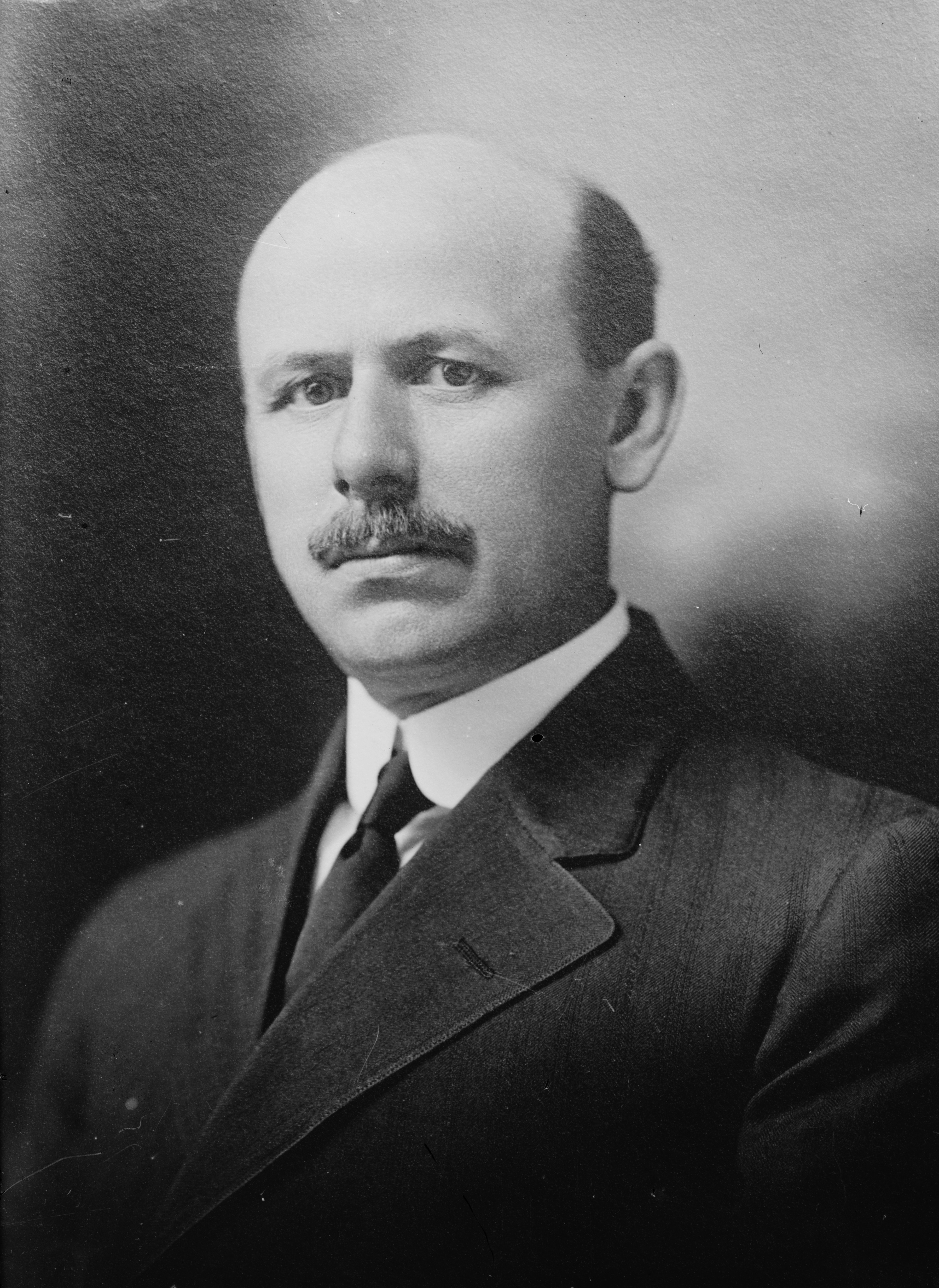
Albert G. Schmedeman

Albert George Schmedeman (* 25. November 1864 in Madison, Wisconsin; † 26. November 1946 ebenda) war ein US-amerikanischer Politiker und von 1933 bis 1935 der 28. Gouverneur des Bundesstaates Wisconsin.

## Leben
Albert Schmedeman, Sohn deutscher Einwanderer, besuchte das North Western Commercial College in Madison, der Hauptstadt von Wisconsin. Seit 1884 arbeitete er in einem Bekleidungsgeschäft. 1892 wurde er Seniorpartner der Kleiderfirma Schmedemann und Baillie.

### Politischer Aufstieg
Schmedeman war Mitglied der Demokratischen Partei. Zwischen 1903 und 1907 saß er im Stadtrat von Madison. Gleichzeitig war er im Schulrat sowie Feuer- und Polizeibeauftragter (Fire and Police Commissioner) der Stadt. Im Jahr 1910 kandidierte er erfolglos für den Kongress und im Jahr 1912 scheiterte sein Versuch, zum Bürgermeister von Madison gewählt zu werden. Damals war er Schatzmeister der Demokratischen Partei von Wisconsin. Im Jahr 1912 unterstützte er den erfolgreichen Präsidentschaftswahlkampf von Woodrow Wilson. Nach dessen Wahlsieg ernannte er Schmedeman zum Botschafter der Vereinigten Staaten in Norwegen. Diesen Posten behielt er bis zum Ende der Präsidentschaft Wilsons im Jahr 1921. In seiner Eigenschaft als Botschafter nahm er im Jahr 1919 stellvertretend für den Präsidenten dessen Friedensnobelpreis entgegen.
Nach dem Ende seiner Tätigkeit in Norwegen blieb er weiter politisch aktiv. Er wurde Bezirksleiter der Demokratischen Partei in Madison. Zwischen 1926 und 1932 war er Bürgermeister dieser Stadt. Im Jahr 1928 war er Spitzenkandidat seiner Partei für die anstehenden Gouverneurswahlen. Jedoch unterlag er dem Republikaner Walter Kohler.

### Gouverneur von Wisconsin
Vier Jahre nach seiner erfolglosen Kandidatur als Gouverneur unternahm Schmedeman 1932 einen erneuten Anlauf, dieses Amt zu erringen. Diesmal gelang ihm der Wahlsieg gegen den amtierenden Gouverneur Philip La Follette. Dieser Wahlsieg erfolgte vor dem Hintergrund eines bundesweiten Trends zu Gunsten der Demokraten, deren Höhepunkt die Wahl von Franklin D. Roosevelt zum US-Präsidenten war. Zwischen dem 2. Januar 1933 und dem 7. Januar 1935 konnte Schmedeman nun als Gouverneur von Wisconsin amtieren. Zu Beginn seiner Amtszeit hatte die Weltwirtschaftskrise ihren Höhepunkt erreicht. Ähnlich wie in einigen anderen Bundesstaaten ließ der Gouverneur die Banken für einige Tage schließen. Außerdem kam er den Farmern und Eigenheimbesitzern mit vergünstigten Darlehen entgegen. Darüber hinaus profitierte er auch von der Bundespolitik des Präsidenten, die unter dem Schlagwort New Deal in die amerikanische Geschichte eingegangen ist. Am Ende seiner zweijährigen Regierungszeit befand sich die wirtschaftliche Lage deutlich auf dem Weg der Besserung. Im Jahr 1934 verlor er trotzdem bei den Gouverneurswahlen gegen seinen Vorgänger Philip La Follette, der somit auch sein Nachfolger wurde.
Noch während des Wahlkampfs 1934 hatte er sich bei der Besichtigung eines möglichen Standortes für einen Nationalpark eine Fußverletzung zugezogen. Daraus entwickelte sich eine Wundbrandentzündung, was zur Amputation seines Beines führte. Trotzdem war er weiterhin an politischen Vorgängen interessiert. Zwischen 1935 und 1942 wurde er von Präsident Roosevelt mit der Betreuung des Bundeswohnungsprogramms (Federal Housing Administration) in Wisconsin beauftragt. Danach zog er sich ins Privatleben nach Madison zurück. Dort ist er 1946 verstorben. Albert Schmedeman war mit Katherine Regan verheiratet, mit der er zwei Kinder hatte.